# 魔神騎士ジャック☆ガイスト
魔神騎士ジャック☆ガイストは2000年にオリジナルビデオ作品として製作された日本の特撮番組。全3話。略称は「ジャック」、「ジャクガイ」、「ジャックガイスト」。

## 内容
幽霊がヒーローに変身するという今までの特撮作品とは一味違った作品となった。この作品が製作されたころにおはスタで出演していたタレント・ベッキーがこの作品に出ている。

## キャスト
- 愛・ルルー・サンドフォード：ベッキー
- 神流誠：永井正浩
- 瘋子雅教授：キートン山田
- 菩提仁：牧村正嗣
- 立原智：あだち理絵子
- ジャック☆ガイスト：新上博巳
- 神官ムーン：永嶋美佐子
- ナレーター：外島孝一
- ヤマタイの声：飯塚昭三（友情出演）
- 呪詛人カラスベスの声：島田彰
- 三味線三郎：伴大介（特別出演）
- 獅子丸男：潮哲也（特別出演）

## ゲスト
寺尾医師：榊原伊織

## スタッフ
- 企画：島本高雄、バッドテイスト
- 監修：平山亨
- プロデューサー：Riki、岩佐陽一
- 原作：今井朝幸、大和光
- シリーズ構成・脚本：右田昌万
- 音楽：渡辺宙明
- 監督：植田尚

## 主題歌
オープニングテーマ「怒れ!JACK☆GEIST」
作詞 - 黒川潤（右田昌万） / 作曲・編曲 - 渡辺宙明 / 歌 - 串田アキラ
エンディングテーマ「きっとまた逢える」
作詞 - 大和光 / 作曲・編曲 - 渡辺宙明 / 歌 - ベッキー